# Kiskörút

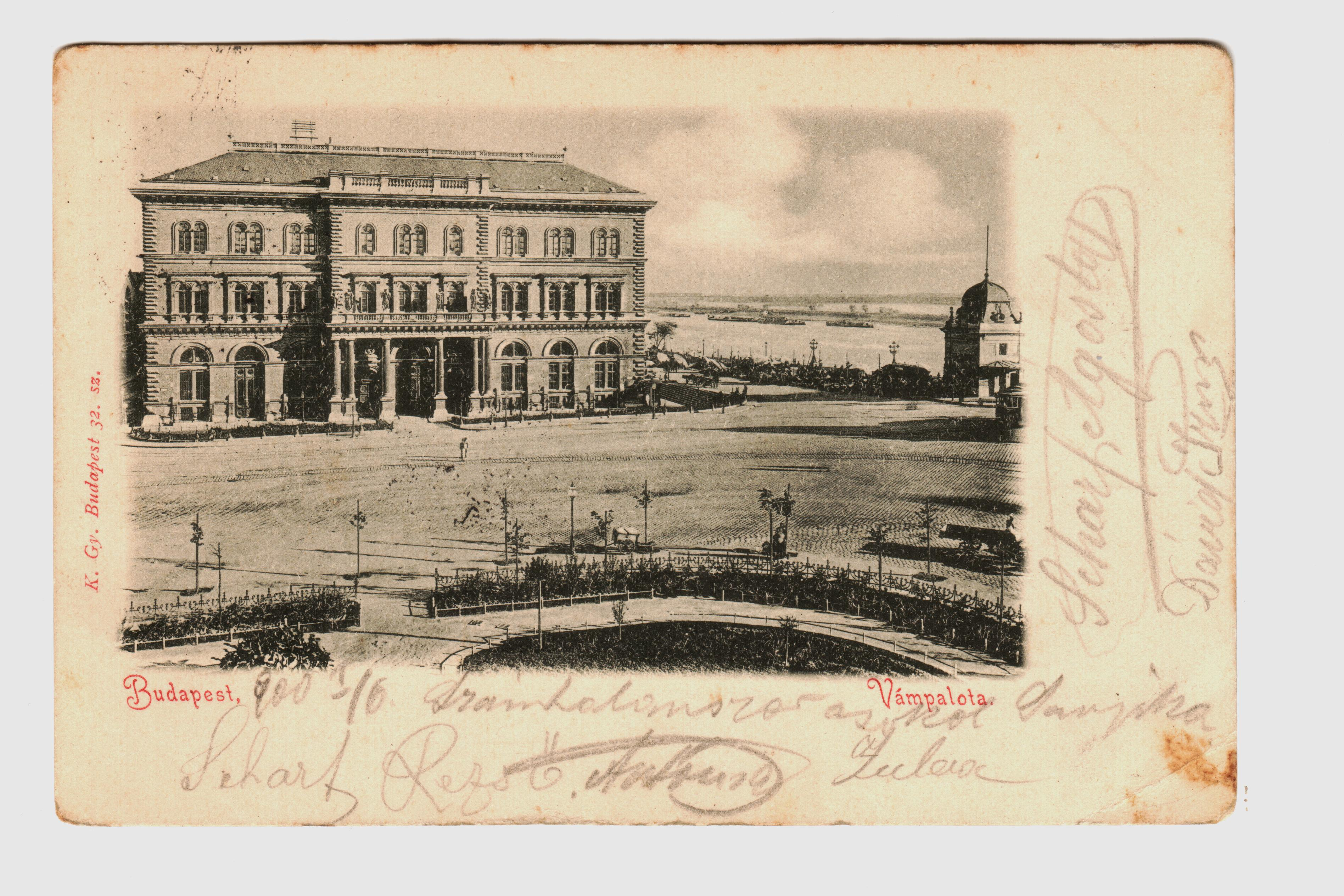
A Vámpalota 1901-ben

A Kiskörút Budapest belvárosának egyik fontos útvonala, amely körívet alkot a Deák Ferenc tér és a Fővám tér között. Három útszakasz alkotja: északról délre haladva az V. és VII. kerületi része a Károly körút, az V. és VIII. kerületi a Múzeum körút, az V. és IX. kerületi pedig a Vámház körút nevet viseli. A Kiskörút az V. kerület egyik határvonala. A „Nagykörút”-hoz hasonlóan a „Kiskörút” sem hivatalos, csak informális, közkeletű elnevezése a főútnak.
A Kiskörút mintegy 1,5 kilométer hosszú. 1866-ban indult el a főváros első lóvasúti vonala az akkori Széna, ma Kálvin tértől Újpestre. Napjainkban a 47-es, a 48-as és a 49-es villamos pályája halad a Deák Ferenc térig. Az út szélessége az északi részén 55 méter, amely a déli részén 27 méterre szűkül. Északon (a Nagykörúttal ellentétben) nem érinti a Dunát, a Deák Ferenc térről indul. Áthalad az Astorián és a Kálvin téren, és a Szabadság híd pesti hídfőjénél, a Fővám téren ér véget. A nevezetesebb sugárutak közül belőle indul ki a Rákóczi út az Astoriától, valamint a Baross utca, az Üllői út és a Ráday utca a Kálvin tértől. A Deák Ferenc téri metróállomáson három metróvonal (M1, M2, M3) is találkozik, továbbá az Astoriánál megáll az M2-es, a Kálvin téren pedig az M3-as és az M4-es metró. Ez utóbbinak épült állomása a Fővám téren is.

## Története
A Kiskörút a Pestet a középkorban körülvevő városfal mentén, a városfalat kívülről övező árok mögött haladó országút nyomvonalát követve alakult ki. A városfal többször is megrongálódott a történelem során, miután se a tatároktól, se a törököktől nem tudta megvédeni a települést, Buda 1686-os visszafoglalása után pedig már nem is épült újjá. Pest hamarosan túlnőtte, a beépülés hatására az egykori városfal mellett lévő utakból így lett később a Kiskörút.
A Szabadság híd és az Astoria közötti szakaszt a 4-es metró építéséhez kapcsolódó felújítás után 2009 októberében adták át a forgalomnak, bár a Múzeum körúti szakasz csak 2010 tavaszán kapta meg az utolsó kopóréteget. A 12 milliárd forint összköltségű beruházás keretében felújították a villamospályát, valamint két oldalon irányonként egy-egy kilométeres útpálya kapott új burkolatot. A felújítás során kétoldali kerékpársávokat is létesítettek, kb. egy kilométer hosszan.

## Szakaszai

### Fővám tér
A Kiskörút déli végpontja, ahol az a Szabadság hídhoz csatlakozik. A Dunától a Váci utca–Pipa utca vonaláig terjed; érinti a Belgrád rakpart, a Molnár utca, a Váci utca, a Pipa utca és a Sóház utca. Itt van a 47-es, a 48-as és 49-es villamos legdélebbi pesti megállója, a 83-as trolibusz végállomása és az M4-es metróvonal egyik állomása is.

### Vámház körút
Első nevét az 1780-as évek végén kapta: a sok itt élő hentesről Fleischhacker Gassének nevezték, amit a 19. század elején Mészáros utcára magyarosítottak. 1875-ben felépült a Fővámház a Duna partján, és ettől kezdve ez az útszakasz a Vámház körút nevet viseli.
1915-től Ferdinánd körút (I. Ferdinánd bolgár cárról). 1919-től ismét Vámház körút egészen 1942-ig, amikor is Horthy Istvánról nevezték el. 1945-ben Tolbuhin marsall lett a névadó, és ez a név egészen a rendszerváltásig meg is maradt, amikor visszakapta a Vámház körút nevet.
Kezdőpontja (házszámozás tekintetében) a Fővám tér, végpontja a Kálvin tér. Észak felől beletorkollik a Veres Pálné utca és a Királyi Pál utca, déli irányban pedig kiágazik belőle a Pipa utca és a Lónyay utca.

### Kálvin tér
A Kiskörút legösszetettebb csomópontja, ahol ahhoz hat utca – a Kecskeméti utca, a Királyi Pál utca, a Lónyay utca, a Ráday utca, a Baross utca és a Múzeum utca –, valamint egy sugárút, a Budapest leghosszabb útjának számító Üllői út csatlakozik, vagy ágazik ki belőle. Itt található az M3-as és az M4-es metró átszállópontja; érinti a 47-es, 48-as és 49-es villamos, a 72-es és a 83-as troli, valamint a 9-es, 15-ös és 100E busz, továbbá számos éjszakai buszjárat.

### Múzeum körút

A Kiskörút a Magyar Nemzeti Múzeumnál régen

A XVIII. században Land Strasse, azaz Országút volt a neve (amelyet a mai Múzeum körút, Károly körút és Bajcsy-Zsilinszky út együttesen képeztek). 1874-ben döntött úgy a Közmunkatanács, hogy az útszakaszt három részre osztja, és szakaszonként nevezi el. Ekkor már 28 éve ott állt a Magyar Nemzeti Múzeum, így kézenfekvő volt, hogy az előtte haladó útszakasznak méltó névadója lesz. 1915 és 1918 között a Mehmed szultán út nevet viselte az első világháborús szövetséges Törökország uralkodójának tiszteletére.
Leszámítva azokat az utcákat és utakat, amelyekkel a két végpontjánál találkozik (a kezdőpontjánál a Kossuth Lajos utca és a Rákóczi út, végpontjánál a Kecskeméti utca és a Múzeum utca) csak két kereszteződése van: keleti irányból a Bródy Sándor utca, nyugat felől pedig a Ferenczy István utca torkollik bele. Korábban legalább három háza átjáróház volt, amelyeken keresztül a párhuzamos Magyar utca felől lehetett elérni – a Reáltanoda utca és a Henszlmann Imre utca meghosszabbításában, illetve egy, a Kálvin térhez közeli házán keresztül –, de ezek többségében már az ezredforduló körül vagy azelőtt megszűnt az átjárás, mára csak a Reáltanoda utcai átjáróház (Múzeum körút 7. – Magyar utca 8–10.) maradt meg átjárhatónak. Több lakóházának udvarán (pl. 21. házszám) megtalálhatók a régi pesti városfal maradványai, a 13. számú házának pedig az utcaszintnél mélyebben fekszik az udvara, a hajdani városárok emlékét őrizve.

### Astoria
Tulajdonképpen nem önálló szakasz, csak a Kiskörút egy kereszteződésének nemhivatalos elnevezése, de mint csomópont, igen jelentős, ezért külön említése indokolt. A Kálvin térhez hasonlóan itt is három kerület területe érintkezik egymással, itt találkozik a Múzeum körút és a Károly körút, nyugat felől ide csatlakozik a Kossuth Lajos utca és itt indul kelet felé a Rákóczi út. Önálló elnevezését annak köszönheti, hogy itt létesült a pesti belváros egyik patinás szállodája, az Astoria Szálló, és az M2-es metró itteni szakaszának átadása után így nevezték el annak itteni állomását is. Különösen a 20. században bonyolított kiemelkedően nagy forgalmat, a rendszerváltás óta, a város közlekedési struktúrájának és kereskedelmi hálózatának átrendeződésével némileg csökkent a jelentősége.

### Károly körút

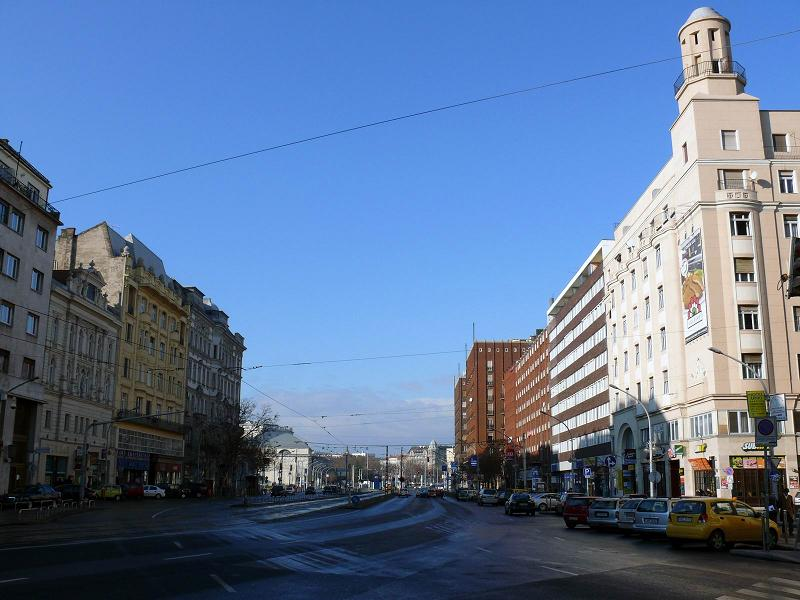
A Károly körút 2007-ben (a 2010–11-es felújítás előtt)

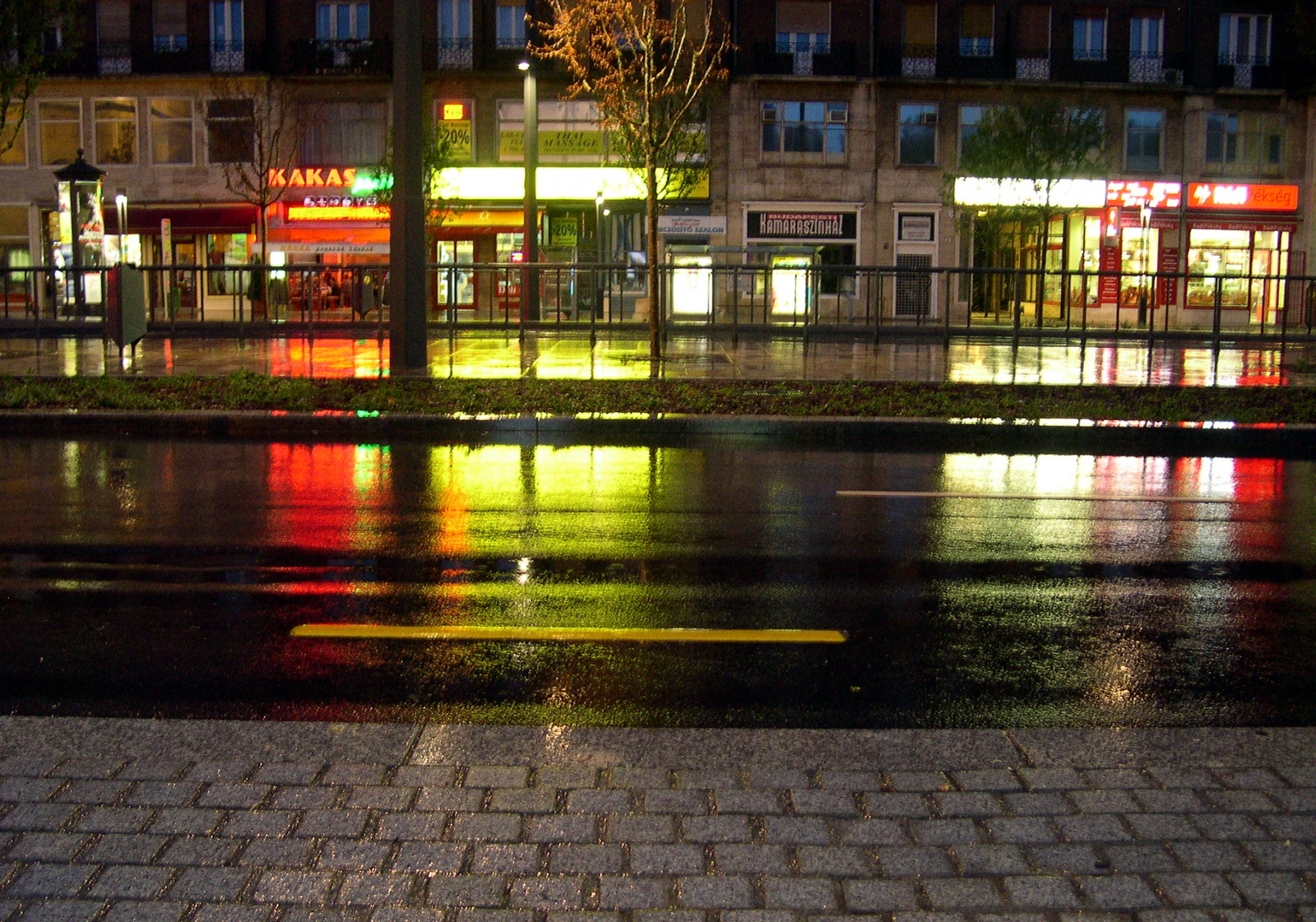
Deák Ferenc tér

Miután a Közmunkatanács 1874-ben (lásd feljebb: Múzeum körút) úgy döntött, hogy az addig Országút nevű útszakaszt három részre osztja, és külön-külön névvel látja el őket, a Múzeum körút és a Bajcsy-Zsilinszky út közé eső útszakasz az ott álló Károly-kaszárnyáról (2024 májusától a Főpolgármesteri Hivatal melletti épült Városháza park) nevezte el. 1916-ban a IV. Károly király út nevet kapta a frissen megkoronázott utolsó Habsburg–Lotaringiai-házi király tiszteletére. 1918-ban Népakarat körút, majd Népkörút névre keresztelték, amelyet 133 napig viselt, majd 1919-ben visszakapta a Károly körút nevet. 1926-tól ismét Károly király nevét viselte egészen a második világháború végéig. 1945-től Somogyi Béla útnak hívták, egészen 1953-ig, amikor is a Fővárosi Tanács Végrehajtó Bizottsága a Tanács körút névvel illette. Az útszakasz 1991-ben kapta vissza a Károly körút nevet.
Házszámozás szempontjából az Astoria a kezdő- és a Deák Ferenc tér a végpontja. Fontosabb mellékutcái a VII. kerület belsőbb részeivel kötik össze: ilyenek a trolibuszforgalmat is bonyolító Dohány és Wesselényi utca – melyek gyakorlatilag egy pontban ágaznak ki belőle –, a Dob utca és a Király utca, illetve kapcsolódik hozzá még abban az irányban egy kiteresedés is, a Madách Imre tér. V. kerületi oldalán csak két kis forgalmú mellékutca csatlakozik hozzá, a Gerlóczy utca és a Bárczy István utca.

## Épületek a Kiskörút mentén

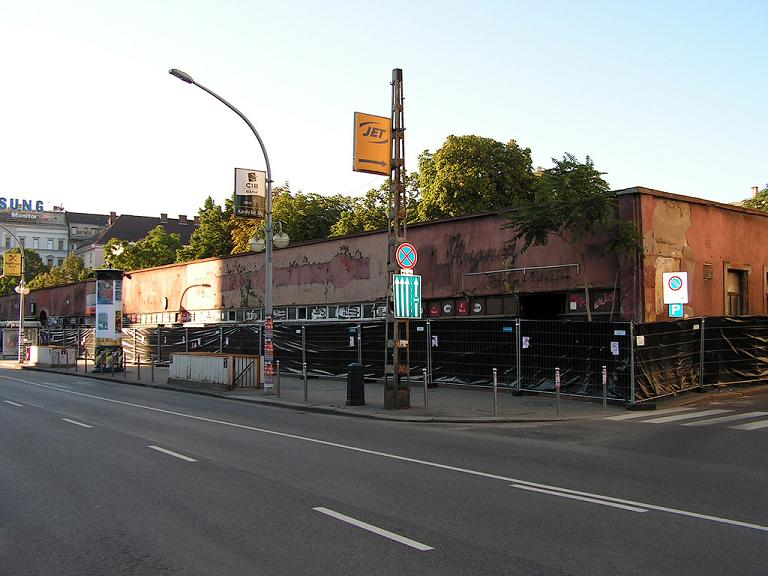
A lebontott bazársor

### Egykor…
- A középkori városfal részeként a Kálvin tér és a Kecskeméti utca sarkán állt a Kecskeméti kapu, amely az Alföld és Kecskemét település felől tette elérhetővé Pestet. A kaput 1794-ben bontották el.
- Szintén a városfal részeként az Astoria Szálló helyén állt a Hatvani kapu (más néven Egri kapu), amely a Hatvan település felé vezető országút kiindulópontja volt Pestről. A kaput 1808-ban bontották el.
- Itt állt 1837-től a Pesti Magyar Színház (amelyet 1840-ben Nemzeti Színházra kereszteltek) az Astoria Szállóval szemben a Rákóczi út (akkor még Kerepesi út) és a Kiskörút sarkán. 1908-ban az addig megannyi változtatáson és bővítésen átesett épületet életveszélyesnek nyilvánították, és bezárták, majd 1913-ban lebontották.
- A mai Múzeum körút két végén állt a korabeli Pest két hírhedt fogadója: a Zrínyi és a Két Pisztolyhoz címzettek.

### …és ma
- Astoria Szálló az Astorián
- Deák téri evangélikus templom (Budapest)
- Kálvin téri református templom
- Dohány utcai zsinagóga
- Belvárosi Színház (Károly krt. 3/a)
- Budapesti Corvinus Egyetem
- Az ELTE Bölcsészettudományi Kar (korábban ELTE TTK) Múzeum körúti épületegyüttese
- A Fővám téri neogótikus Központi Vásárcsarnok
- A Magyar Nemzeti Múzeum
- Unger-ház: az egyik utolsó megmaradt épület, amelynek udvarán még fakockák vannak kockakő helyett. (Egy másik hasonló épület a Ferenciek terénél van, a Petőfi Sándor utca és a Városház utca közti átjáróház.)
- Kelet-Nyugat Üzletközpont (VIII. kerület, Rákóczi út 1.) – a Pesti Magyar Színház egykori telkén 1991-ben épült irodaház
- Főpolgármesteri Hivatal
- Korona Szálloda
- Fővárosi Szabó Ervin Könyvtár
- Örkény István Színház